# Twardogóra (gemeente)
De gemeente Twardogóra is een stad- en landgemeente in het Poolse woiwodschap Neder-Silezië, in powiat Oleśnicki.
De zetel van de gemeente is in Twardogóra.
Op 30 juni 2004 telde de gemeente 12 878 inwoners.

## Oppervlakte gegevens
In 2002 bedroeg de totale oppervlakte van gemeente Twardogóra 167,99 km², waarvan:
- agrarisch gebied: 46%
- bossen: 44%

De gemeente beslaat 16% van de totale oppervlakte van de powiat.

## Demografie
Stand op 30 juni 2004:
| Omschrijving                   | Totaal | Totaal | Vrouwen | Vrouwen | Mannen | Mannen |
| ------------------------------ | ------ | ------ | ------- | ------- | ------ | ------ |
| eenheid                        | aantal | %      | aantal  | %       | aantal | %      |
| inwoners                       | 12 878 | 100    | 6476    | 50,3    | 6402   | 49,7   |
| bevolkingsdichtheid (inw./km²) | 76,7   | 76,7   | 38,5    | 38,5    | 38,1   | 38,1   |

In 2002 bedroeg het gemiddelde inkomen per inwoner 1425,04 zł.

## Administratieve plaatsen (sołectwo)
Bukowinka, Chełstów, Chełstówek, Dąbrowa, Domasławice, Drągów, Drogoszowice, Droździęcin, Gola Wielka, Goszcz, Grabowno Małe, Grabowno Wielkie, Łazisko, Moszyce, Nowa Wieś Goszczańska, Olszówka, Sądrożyce, Sosnówka.

## Overige plaatsen
Będzin, Brodowce, Brzezina, Cztery Chałupy, Czwórka, Drągówek, Gola Mała, Grabek, Jezioro, Kolonia, Kuźnia Goszczańska, Kuźnica Goszczańska, Lorki-Kolonia, Pajęczak, Poręby, Pustkowie, Szczodrak, Świniary, Troska, Trzy Chałupy, Wesółka, Zakrzów.

## Aangrenzende gemeenten
Dobroszyce, Krośnice, Międzybórz, Oleśnica, Sośnie, Syców